# Sulzer (Traktor)

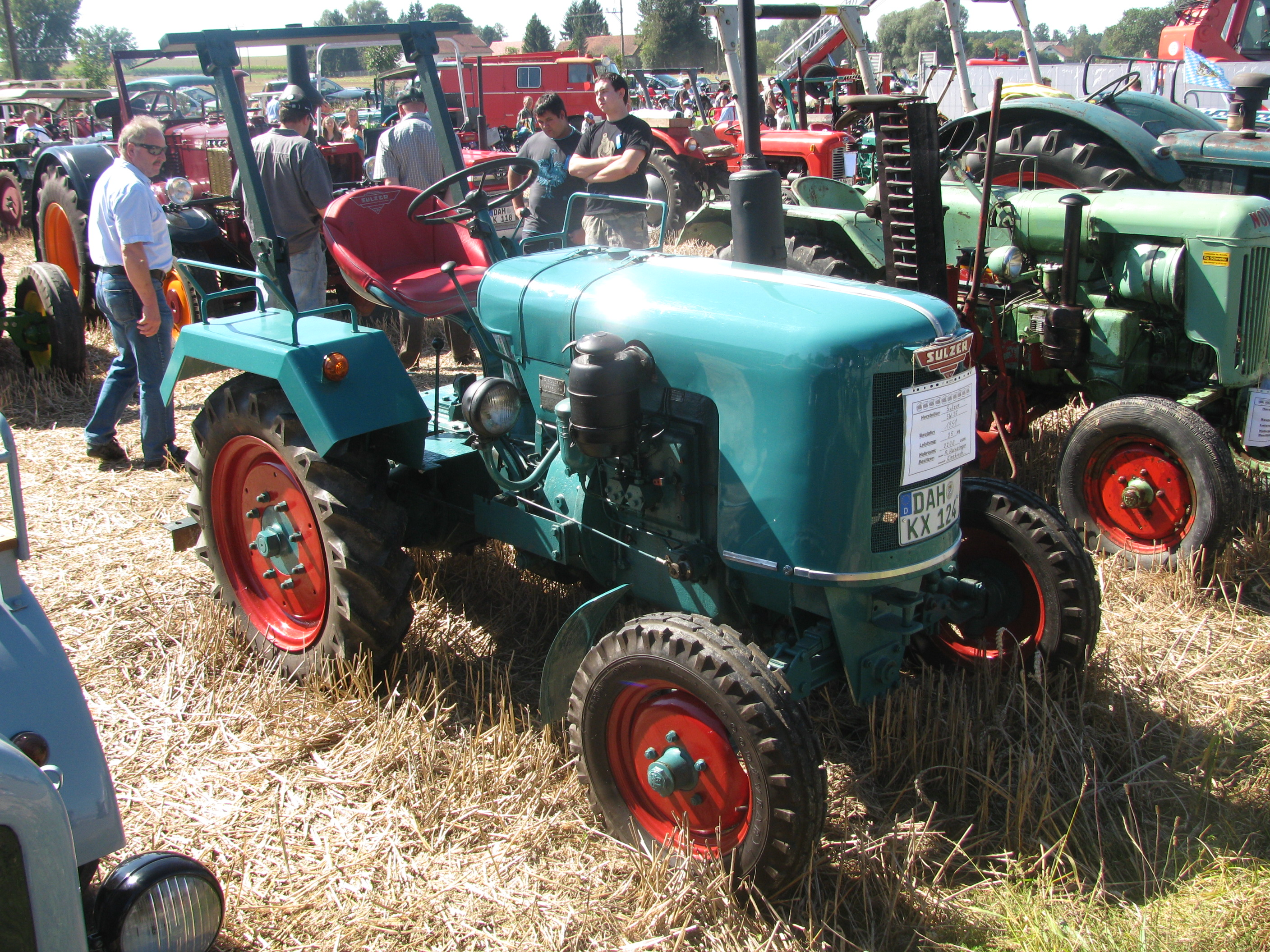
Sulzer SW25, 1951

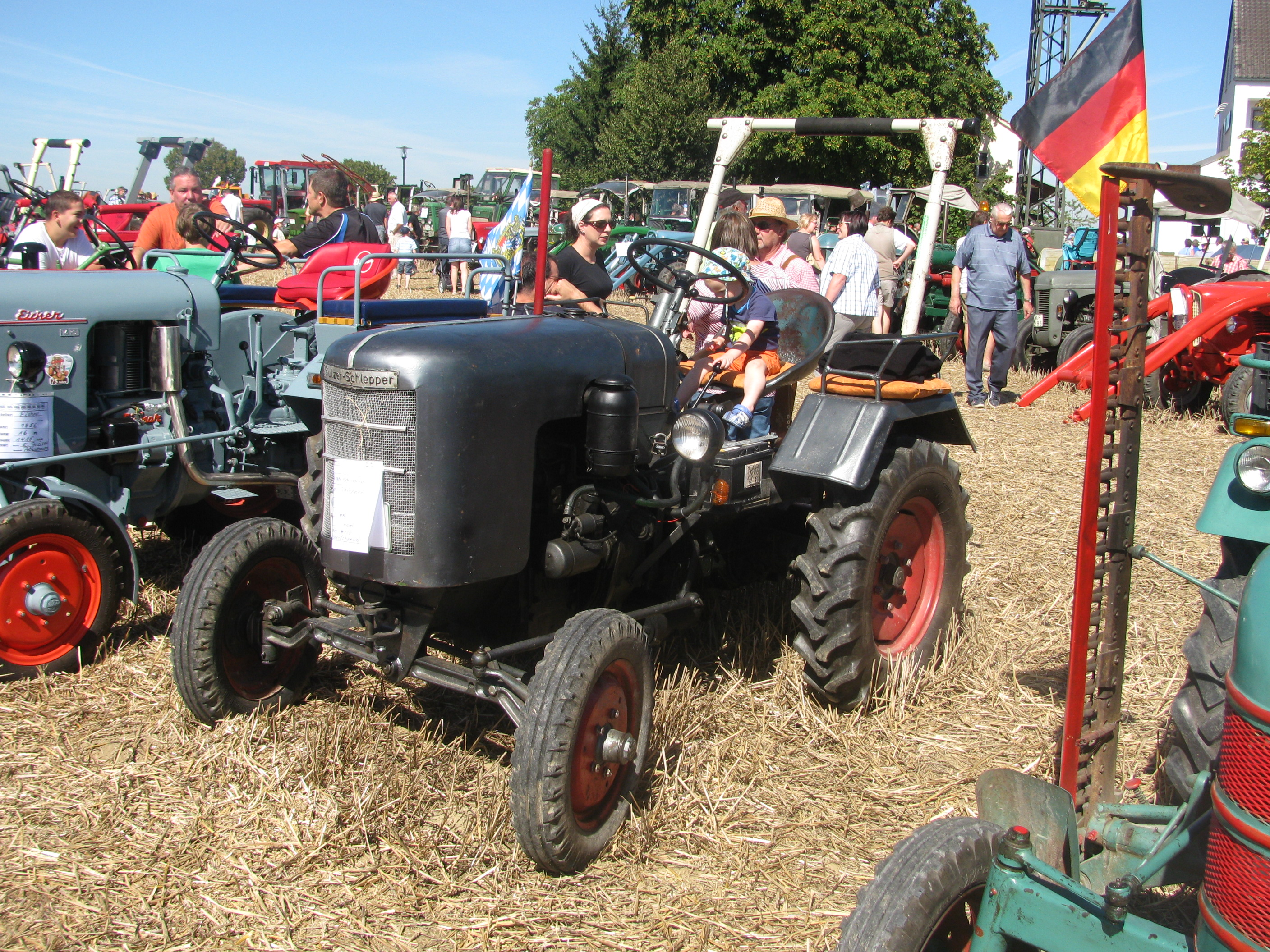
Sulzer-Schlepper, 1951

Sulzer-Traktoren wurden seit 1936 bis 1963 in Harthausen bei Friedberg (Bayern) gebaut. In der Wagnerei von Ignaz Sulzer in Harthausen wurden bereits vor dem Zweiten Weltkrieg Schlepper gebaut.
Die Traktoren von Sulzer waren typische Konfektionsschlepper. Von einem Konfektionsschlepper wird dann gesprochen, wenn alle wichtigen Baugruppen zugekauft und nur montiert wurden. Bei Sulzer wurde eigentlich alles zugekauft und nichts selbst gefertigt. Selbst die Motorhaube wurde von der Augsburger Presserei Haugg geliefert, die sie auch für die Gutbrod-Schlepper fertigte. Bei der Auswahl der Zulieferer war Sulzer überaus flexibel, so dass Bauteile unterschiedlichster Hersteller kombiniert wurden.
Das kleinere der beiden Vorkriegsmodelle hatte den Schlüter-Motor DSL 15 mit 15 PS, das größere Modell den Deutz F2M313 mit 20 PS. Beide Modelle hatten ein Getriebe von Prometheus.
Obwohl es nach dem Krieg eigentlich nur einige verschiedene Typenbezeichnungen gab, wurde eine Vielzahl verschiedener Schlepper gefertigt. Michael Bach spricht hier sogar von Typenwirrwarr. Der Typ S 15 hatte entweder einen Motor von MWM oder Deutz, das Getriebe war von Renk, aber auch ein Hurth-Getriebe war erhältlich. Allein aus diesen beiden Komponenten entstanden 4 verschiedene Schlepper, die alle S 15 hießen. Allen gemeinsam war nur die Leistung von 14–15 PS.
Teile, die irgendwie zusammenpaßten und einen vernünftigen Schlepper erwarten ließen, wurden kombiniert und zusammengebaut.
Eine ähnliche Vielfalt gab es bei den anderen Typen. Es wurden hauptsächlich Motoren von MWM, Deutz und Sendling mit Getrieben von Renk, Hurth oder ZF kombiniert. Auf Kundenwunsch wurden aber auch Komponenten anderer Hersteller verwendet, in einem Fall z. B. ein Motor von Caterpillar.
Einige Typen brachten es auf beachtliche Stückzahlen; so wurden vom S 22 L annähernd 1900 Stück in Handarbeit montiert. Die Schlepper mit dieser Typenbezeichnung hatten je nach verwendetem Motor 22–24 PS.
Bei Sulzer wurden auch Allradschlepper gefertigt, die wie die ersten Eicher-Allradtraktoren über gleich große Räder verfügten. Diese Modelle hatten eine Leistung von 28, 30 und 40 PS; es wurde jedoch nur ca. 25 Stück gebaut.
Die große Typenvielfalt der Sulzer-Schlepper war in vielen Fällen von den Kundenwünschen beeinflusst.
Der Heimatkundliche Kreis Dasing veranstaltete 2007 in Dasing das erste Sulzer-Schlepper-Treffen. Das zweite Treffen wurde im Juli 2011 in Hergertswiesen bei Eurasburg zusammen mit dem Landtechnischen Museum Hergertswiesen veranstaltet.